# I'm Glad
I'm Glad (Jsem ráda) je píseň americké zpěvačky Jennifer López, která vyšla v roce 2003 a objevila se i na jejím albu This Is Me... Then.
Hudební videoklip k této písni režíroval David LaChapelle a je inspirován filmem Flashdance.

## Umístění ve světě
| Hitparáda (2003) | Umístění |
| ---------------- | -------- |
| USA              | 32       |
| Austrálie        | 10       |
| Rakousko         | 50       |
| Belgie           | 31       |
| Kanada           | 8        |
| Nizozemsko       | 6        |
| Evropa           | 16       |
| Německo          | 44       |
| Irsko            | 19       |
| Mexiko           | 17       |
| Nový Zéland      | 22       |
| Švédsko          | 51       |
| Švýcarsko        | 21       |
| Velká Británie   | 11       |
| Svět             | 8        |

## Úryvek textu
Im glad when Im making love to you,
Im glad for the way you make me feel,
I love it cause you seem to blow my mind.every-time,
Im glad when we walk you hold my hand,
Im glad that ya know how to be a man,
Im glad that you came into my life,
Im soo glad.